# La Main de l'homme
Pour plus de détails, voir Fiche technique et Distribution.
La Main de l'homme est un court métrage documentaire français coréalisé en 1943 par Jean Tedesco et par le docteur François Ardoin.

## Synopsis
La main humaine dans tous ses états. La main en tant qu'objet de description et d'étude scientifique, notamment sous l'angle de la composition et de son fonctionnement. La main aussi, vue comme le formidable outil qu'elle est, celui du travailleur, de l'artiste et, même, de toute une civilisation.

## Fiche technique
- Titre : La Main de l'homme
- Titres alternatifs : La Main / Prodige de la main
- Réalisation : Jean Tedesco, le docteur François Ardoin
- Scénario et commentaire : André Latarjet
- Photographie : Nicolas Toporkoff, Marcel Paulis
- Musique : Arthur Hoérée
- Production et distribution : Pathé-Cinéma
- Producteur : Raymond Borderie
- Pays d'origine :  France
- Format :  Noir et blanc - 1,37:1 - 35 mm - son mono
- Genre :  Court métrage Documentaire
- Durée : 22 minutes
- Date de sortie à Paris: octobre 1943 (inclus dans le programme de courts métrages "Arts, Sciences, Voyages")

## Distribution
- René Stern
- Georges Vandéric
- Jacques Chesnais et ses marionnettes : le marionnettiste
- Jean-Louis Allibert
- Maurice Devienne
- Lucien Nat
- Henri Norbert